# Digital Public Health
Der Begriff Digital Public Health (DiPH) bezeichnet die Anwendung und die Auswirkungen von digitalen Informations- und Kommunikationstechnologien im Zusammenhang mit Public Health, das heißt mit Maßnahmen zur Beschreibung und Verbesserung der Gesundheit und der gesundheitlichen Versorgung von Bevölkerungsgruppen oder ganzen Bevölkerungen. Primär klinische und individuell auf Patientinnen und Patienten bezogene Aspekte stehen bei DiPH nicht im Vordergrund.
Der Begriff DiPH wurde (möglicherweise erstmals) 2017 in einem Positionspapier der englischen Public Health-Behörde verwendet. Er beschrieb damals die Notwendigkeit, bewährtes Wissen im Bereich von Public Health mit digitalen Konzepten und Instrumenten zu kombinieren.

## Arbeitsfelder von Digital Public Health
Die WHO hat 2012 die nachstehenden Maßnahmen im Rahmen von Public Health als „essentiell“ bezeichnet. In allen diesen Bereichen werden heute digitale Technologien angewendet.
1. Surveillance von Gesundheit und Wohlbefinden der Bevölkerung
2. Surveillance von und Umgang mit gesundheitlichen Gefahren und Notfällen
3. Gesundheitsschutz einschließlich Umwelt-, Arbeits- und Lebensmittelsicherheit
4. Gesundheitsförderung, einschließlich Maßnahmen zur Berücksichtigung sozialer Determinanten und gesundheitlicher Ungleichheit
5. Krankheitsvorbeugung, einschließlich Früherkennung von Krankheiten
6. Sicherstellung von Rahmenbedingungen (im Originaltext Governance) zugunsten von Gesundheit und Wohlbefinden
7. Gewährleistung eines ausreichenden und kompetenten Personalbestands im Gesundheitswesen
8. Sicherstellung von Organisationsstrukturen und Finanzierung
9. Lobbyarbeit, Kommunikation und gesellschaftliche Mobilisierung zugunsten von Gesundheit
10. Förderung der Public-Health-Forschung als Grundlage für Politik und Praxis

## Digitale Gesundheitstechnologien (Ziele und Kategorien)
Digitale Gesundheitstechnologien (DGT) lassen sich unter dem Aspekt Bevölkerungsmedizin/Public Health nach ihren Funktionen für das Erreichen definierter Ziele beschreiben. Eine vom britischen National Institute for Health and Care Excellence (NICE) vorgeschlagene Systematik kategorisiert solche Technologien im Hinblick auf die mit ihnen verbundenen Zielerwartungen im Gesundheitswesen in folgender Weise:
Ebene 1: Systemdienstleistungen
- DHTs als Dienstleistungen im Rahmen der Gesundheitsversorgung ohne messbare Patientenergebnisse

Ebene 2: Information, Monitoring, Kommunikation
- Information: Bereitstellung von Informationen oder Ressourcen über Erkrankungen oder Public Health-Probleme für Öffentlichkeit, Patienten- und/oder Ärzteschaft
- Einfaches Monitoring: allgemeine Gesundheitsüberwachung unter Verwendung von z. B. Fitness-Trackern oder elektronischen Tagebüchern
- Kommunikation: wechselseitige Kommunikation zwischen Nutzern und medizinischem Fachpersonal

Ebene 3a: Verhaltensänderung, Selbstmanagement
- Verhaltensänderung: Verhaltensbasierte Public Health-Probleme: Rauchen, Ernährung, Alkohol, sexuelle Gesundheit, Schlafen und Aktivitätsmangel
- Selbstmanagement: unterstützt Selbstmanagement von chronischen Erkrankungen, kann Techniken zur Verhaltensänderung beinhalten

Ebene 3b: Behandeln, Aktives Monitoring, Berechnen, Diagnose
- Behandeln: Behandlung durch digitale Technologie, DHT leitet Behandlung an
- Aktives Monitoring: Messen, Aufzeichnen und/oder Übertragen von Daten über Gesundheitszustand, Aufenthaltsort, Zeit
- Berechnen: Berechnung optimaler Diagnose oder Pflege
- Diagnose: diagnostiziert eine bestimmte Erkrankung, leitet Diagnose an.

## Forschungsfelder (Auswahl)

### Surveillance von Gesundheit und Krankheit
In diesem Bereich ist das Thema Digitale Epidemiologie bedeutsam. Der Begriff wurde 2012 von Marcel Salathé genutzt, um Forschungsprojekte und -aktivitäten im Bereich der Epidemiologie zusammenzufassen, bei denen das Internet, soziale Netzwerke und/oder mobile Endgeräte verwendet werden. Mit Hilfe digitaler Anwendung kann man heutzutage Daten über individuelles Verhalten und seine Folgen breit erfassen, die zum Monitoring von Krankheitsrisiken und Erkrankungen nutzbar gemacht werden.

### Unerwünschte Effekte digitaler Gesundheitstechnologien
Digitale Gesundheitsanwendungen wie Gesundheits- und Medizin-Apps sind theoretisch in der Lage, durch schnelle und weite Verbreitung gesundheitsbezogener Informationen die Gesundheitskompetenz der Bevölkerung zu verbessern und dadurch zur Gesundheitsförderung beizutragen.
Unerwünschte Effekte für Einzelne und die Gesellschaft, die durch den Gebrauch solcher Technologien entstehen können, werden aber nach Expertenmeinungen nur wenig im Rahmen von Public Health diskutiert. Dies betrifft z. B. die missbräuchliche Verwendung persönlicher Gesundheitsdaten ebenso wie die Verbreitung ungesicherter und falscher Gesundheitsinformationen.
Auch besteht das Risiko, dass der Einsatz digitaler Technologien im Gesundheitswesen zur Verstärkung sozioökonomischer und damit auch gesundheitlicher Ungleichheiten führen kann. Begründet wird diese Ansicht mit der in der Gesellschaft unterschiedlich ausgeprägten Digitalen Kompetenz, insbesondere auch der Digitalen Gesundheitskompetenz.

## Förderung von Digital Public Health in Deutschland
Zur Förderung von Digital Public Health in Forschung, Lehre und Praxis hat die Deutsche Gesellschaft für Public Health einen entsprechenden Fachbereich eingerichtet. Die Gruppe hat im Dezember 2024 ein Positionspapier zu Stand, Herausforderungen und Zukunftsperspektiven von Digital Public Health publiziert.
In Bremen hat sich ein unter der Bezeichnung Leibniz Science Campus Digital Public Health eine Forschungsinitiative etabliert, die die Einrichtung eines Kompetenzzentrums für Digital Public Health zum Ziel hat. Träger ist das Leibniz-Institut für Präventionsforschung und Epidemiologie (BIPS). Kooperationspartner sind unter anderem die Universitäten Bremen und Oldenburg.